# Distretto di Mačva
Il distretto di Mačva  (in serbo Мачвански округ?, Mačvanski okrug) è un distretto della Serbia centrale.

## Comuni
Il distretto si divide in otto comuni:
- Bogatić
- Šabac
- Loznica
- Vladimirci
- Koceljeva
- Mali Zvornik
- Krupanj
- Ljubovija